# Chinoiserie
Chinoiserie (francoska izgovorjava: [ʃinwazʁi]; prevzeta beseda iz francoske chinoiserie, iz kitajske chinois; poenostavljeno kitajsko: 中国 风; tradicionalno kitajsko: 中國 風; pinjin: žōnguófēng; dob. 'kitajski slog') je evropska interpretacija in posnemanje kitajskih in vzhodnoazijskih umetniških tradicij, zlasti v dekorativni umetnosti, vrtnem oblikovanju, arhitekturi, literaturi, gledališču in glasbi. Estetika Chinoiserie je bila izražena na različne načine, odvisno od regije. Priznanje gre orientalizmu, ki je kulture Daljnega vzhoda proučeval z zgodovinskega, filološkega, antropološkega, filozofskega in religioznega vidika. Ko se je prvič pojavil v 17. stoletju, se je ta trend populariziral v 18. stoletju zaradi porasta trgovine s Kitajsko in vzhodno Azijo.
Chinoiserie je kot slog povezan z rokokojem. Za oba sloga je značilna bujna dekoracija, asimetrija, osredotočenost na materiale ter stilizirano naravo in teme, ki se osredotočajo na prosti čas in užitek. Chinoiserie se osredotoča na teme, za katere so Evropejci iz kolonialne dobe mislili, da so tipične za kitajsko kulturo.

## Zgodovina
Chinoiserie je vstopil v evropsko umetnost in dekoracijo sredi do konca 17. stoletja; delo Atanazija Kircherja je vplivalo na proučevanje orientalizma. Priljubljenost chinoiserie je dosegla vrhunec okoli sredine 18. stoletja, ko so jo povezali z rokoko slogom in z deli Françoisa Boucherja, Thomasa Chippendala in Jeana-Baptista Pillementa. Populariziral ga je tudi priliv kitajskih in indijskih dobrin, ki so jih vsako leto v Evropo pripeljala podjetja iz angleške, nizozemske, francoske in švedske vzhodne Indije. Čeprav chinoiserie nikoli ni povsem izšel iz mode, je v Evropi upadel do 1760-ih, ko je postal popularen neoklasicistični slog, čeprav je v novonastalih Združenih državah Amerike ostal še v zgodnjem 19. stoletju. V Evropi in ZDA je chinoiserie od sredine 19. stoletja do 1920-ih ponovno postal priljubljen in danes v elitni notranjosti oblikovanja in mode.
Čeprav je po navadi razumljen kot evropski slog, je bil chinoiserie svetovni pojav. Lokalne različice so bile razvite v Indiji, na Japonskem, v Perziji in zlasti v Latinski Ameriki. Španski trgovci so skozi Manila Galleon Trade prinesli velike količine kitajskega porcelana, laka, tekstila in začimb od kitajskih trgovcev s sedežem v Manili na nove španske trge v Acapulcu, Panami in Limi. Ti izdelki so nato navdihnili lokalne umetnike in obrtnike, kot so keramičarji, ki so v Puebli de Los Angeles izdelovali Talavera lončenino.

## Popularizacija
Veliko razlogov je bilo, da je chinoiserie v 18. stoletju v Evropi pridobil tako priljubljenost. Evropejci so bili navdušeni nad eksotičnim vzhodom zaradi povečanega, a še vedno omejenega dostopa do novih kultur s pomočjo razširjene trgovine z vzhodno Azijo, zlasti s Kitajsko. Omejeno število izkušenj iz vzhodne Azije iz prve roke in njihovo omejeno kroženje sta ustvarila stopnjo mistifikacije in dezinformacij, ki sta prispevali k mistifikaciji vzhodnoazijskih kultur. Misel Evropejcev je širša regija sveta, ki bi lahko zajela tudi Kitajsko, pa tudi Japonsko, Korejo, Jugovzhodno Azijo, Indijo ali celo Perzijo. V umetnosti je slog Orienta veljal za vir navdiha; vzdušje, bogato s podobami in harmonične zasnove orientalskega sloga odražajo sliko idealnega sveta, iz katerega črpajo ideje za preoblikovanje lastne kulture. Zaradi tega je treba slog chinoiserie obravnavati kot pomemben rezultat izmenjave med Zahodom in Vzhodom. V 19. stoletju, zlasti v njegovem zadnjem obdobju, se je slog chinoiserie asimiliral pod splošno generično definicijo eksotizma. Kljub temu, da je korenina besede chinoiserie (Kitajska – Chine), Evropejci 17. in 18. stoletja niso imeli jasne predstave, kako je Kitajska v resnici. Pogosto so se z izrazi, kot so »Orient«, »Daljni vzhod« ali »Kitajska« enako uporabljali za označevanje regije Vzhodne Azije, ki je imela pravilno kitajsko kulturo kot glavnega predstavnika, vendar se lahko pomen izraza spreminja v različnih okoliščinah. Sir William Chambers, na primer, v svojem delu Disertacija o orientalskem vrtnarjenju iz leta 1772 generično naslavlja Kitajsko kot 'Orient'. V finančnih evidencah Ludvika XIV. v 17. in 18. stoletju so bili že registrirani izrazi, kot so façon de la Chine - kitajski način ali à la chinoise - narejeno na kitajski način. V 19. stoletju se je izraz chinoiserie prvič pojavil v francoski literaturi. V romanu L'Interdiction, objavljenem leta 1836, je Honoré de Balzac chinoiserie uporabil za sklicevanje na obrt, izdelano v kitajskem slogu. Od tega trenutka se je izraz začel uveljavljati in se začel pogosteje uporabljati za pomene predmetov, proizvedenih v kitajskem slogu, včasih pa tudi za označevanje gracioznih predmetov majhne dimenzije. Leta 1878 je chinoiserie uradno vpisan v Dictionnaire de l'Académie. 
Po širjenju pripovedi Marca Pola je znanje o Kitajski, ki so ga imeli Evropejci, še naprej v glavnem izhajalo iz poročil trgovcev in diplomatskih odposlancev. Iz druge polovice 17. stoletja so pomembno vlogo pri tej izmenjavi informacij prevzeli jezuiti, katerih nenehno zbiranje misijonske inteligence in prepisovanje jezikov je dalo evropski javnosti nov globlji vpogled v kitajsko cesarstvo in njegovo kulturo. 
Medtem ko so Evropejci pogosto imeli napačne predstave o vzhodni Aziji, pa to ni nujno izključevalo njihove fascinacije in spoštovanja. Zlasti Kitajci, ki so imeli »izredno dovršeno umetnost ... [in] katere dvorni ceremonial je bil še bolj izpopolnjen kot tisti iz Versaillesa, so bili pojmovani kot visoko civilizirani«. Kot je dejal Voltaire v svojem Art de la Chine, »ostaja dejstvo, da so pred štirimi tisoč leti, ko nismo znali brati, oni [Kitajci] vedeli vse, kar je koristno, s čimer se danes hvalimo«. Z drugimi besedami, nekje na drugem koncu sveta je obstajala kultura, ki je bila tako bogata, da je tekmovala s civilizacijo Rima in Grčije. Chinoiserie je ustvaril sokopozicijo med nečim novim in eksotičnim za Evropejce, hkrati pa je odražal vrednote 4000 let stare kulture, iz katere so ti predmeti izhajali.
Chinoiserie ni bil splošno priljubljen. Nekateri kritiki so slog razumeli kot »... umik od razuma in okusa in spuščanje v moralno dvoumen svet, ki temelji na hedonizmu, občutku in vrednotah, za katere se dojema, da so ženstveni«. Videlo se je, da nima logike in razloga, na katerem je temeljila antična umetnost. Arhitekt in avtor Robert Morris je trdil, da »... je sestavljen iz preprostih muh in sanj, brez pravil ali ukazov, ne zahteva, da bi se uresničila rodovitnost genija«. Tisti z bolj arheološkim pogledom na Vzhod so smatrali da je slog chinoiserie z izkrivljanjem in muhastim pristopom zasmehovanje dejanske kitajske umetnosti in arhitekture. Nazadnje so nekateri menili, da zanimanje za chinoiserie kaže na prevladujočo 'kulturno zmedo' v evropski družbi.

## Vztrajanje po 18. stoletju
Chinoiserie se je obdržal v 19. in 20. stoletju, vendar mu je padla priljubljenost. Po smrti kralja Jurija IV., velikega zagovornika sloga, se je leta 1830 zmanjšal interes za kitajsko vzpodbujen dekor. Prva opijska vojna 1839–1842 med Veliko Britanijo in Kitajsko je motila trgovino in povzročila nadaljnji upad zanimanja za Orient. Kitajska je zaprla vrata za izvoz in uvoz in za mnoge ljudi je chinoiserie postal moda preteklosti.
Ko so se britansko-kitajski odnosi proti koncu 19. stoletja stabilizirali, je prišlo do oživljanja zanimanja za chinoiserie. Princ Albert je na primer prestavil številna dela od kraljevega paviljona Jurija IV. v Brightonu do dostopnejše Buckinghamske palače. Chinoiserie je Britanijo opomnil na njeno nekdanjo kolonialno slavo, ki je hitro bledela z moderno dobo.
- Kuboidna vaza; okoli 1870; kostni porcelan; 20,8 × 10,2 × 10 cm; Metropolitanski muzej umetnosti
- Par okroglih in ploskih steklenic; 1870–1880; porcelan; prva steklenica: 26,4 × 21 × 10,6 cm, druga steklenica: 25,7 × 20,2 × 10,2 cm; Metropolitanski muzej umetnosti
- Stenska ura; okoli leta 1880; bron in emajl; verjetno izdelal Escalier de Cristal (Pariz); Umetnostni inštitut iz Chicaga (ZDA)
- Ozadje v slogu chinoiserie, katerega osrednji motiv je Rex Whistler s slikovnim okvirjem

## Kitajski porcelan
Od renesanse do 18. stoletja so zahodni oblikovalci poskušali posnemati tehnično dovršenost kitajskega izvoznega porcelana (in kar zadeva japonski izvozni porcelan - Evropejci so bili na splošno nejasni kot izvor 'orientalskega' uvoza), le z delnim uspehom. Eden prvih uspešnih poskusov je bil na primer Medičejski porcelan, ki je bil izdelan v Firencah v poznem 16. stoletju. Kljub temu, da nikoli ni bil komercialne narave, je bil naslednji večji poskus ponovitve kitajskega porcelana tovarna mehkih paste v Rouenu leta 1673, z Edme Poterat, ki je bil cenjen kot ustvarjalec francoske tradicije lončarstva z mehko pasto, je leta 1647 odprl svojo tovarno. Na koncu so si prizadevali posnemati trde paste iz porcelana, ki so bile zelo spoštovane. Neposredna imitacija kitajskih modelov v fajansi se je začela v poznem 17. stoletju, v evropsko proizvodnjo porcelana, najbolj naravno v čajnih izdelkih in je dosegla vrhunec v rokoko chinoiserie (približno 1740–1770). 
Najstarejša namigovanja o chinoiserie se pojavljajo v začetku 17. stoletja, v umetnosti narodov z aktivnimi podjetji Vzhodne Indije, Nizozemske in Anglije, nato do sredine 17. stoletja tudi na Portugalskem. Lončene glazirane posode, izdelane v Delftu in drugih nizozemskih mestih, so v začetku 17. stoletja prevzele pristno modro-belo barvo Ming. Po izidu knjige Johana Nieuhofa je 150 slik spodbudilo chinoiserie in postal je še posebej priljubljen v 18. stoletju. Zgodnji keramični izdelki v Meissenskem porcelanu in drugih tovarnah so naravno posnemali kitajske modele, čeprav so oblike za 'uporabne izdelke', namizne in čajne izdelke običajno ostajale zahodne in pogosto temeljile na srebrnih oblikah. Dekorativni izdelki, kot so vaze, so sledile kitajskim oblikam.
- Porcelanasta steklenica Medici; 1575-1787; Louvre. Igralnica porcelana v San Marcu je bila eden najstarejših uspešnih poskusov posnemanja kitajskega porcelana v evropski zgodovini.[11]
- Avstrijska kava; okoli 1720; porcelan iz trde paste; 17,8 × 15,9 cm; Metropolitanski muzej umetnosti
- Pokrite vaze; okoli 1770; porcelan iz mehke paste; višina: 38,7 cm, širina: 16,5 cm; Metropolitanski muzej umetnosti

## Slikarstvo
Ideje o dekorativni in slikovni umetnosti Vzhoda so prežele evropsko in ameriško umetniško in obrtniško sceno. Na primer, v Združenih državah Amerike je »Charleston do sredine 18. stoletja uvažal impresivno paleto azijskih izvoznih luksuznih dobrin [na primer] ... slike.« Vidiki kitajskega slikarstva, ki so bili integrirani v evropsko in ameriška vizualna umetnost vključujejo asimetrične kompozicije, lahkotne teme in splošen občutek muhavosti.
Na Williama Alexandra (1767–1816), britanskega slikarja, ilustratorja in graverja, ki je v 18. stoletju potoval po vzhodni Aziji in na Kitajsko, je neposredno vplivala kultura in pokrajina, ki jo je videl na vzhodu. Predstavil je idealiziran, romantiziran prikaz kitajske kulture, vendar so nanj vplivali »vnaprej določeni vizualni znaki«. Medtem ko so pokrajine chinoiserie, ki jih je upodobil Aleksander, natančno odražale kitajsko pokrajino, »je paradoksalno, da je to posnemanje in ponavljanje ikoničnih znakov Kitajske, ki izničijo samo možnost avtentičnosti in jih upodabljajo v stereotipe«. Prikaz Kitajske in vzhodne Azije v evropskem in ameriškem slikarstvu je bil odvisen od razumevanja vzhoda s strani zahodnih predsodkov, ne pa reprezentacije vzhodne kulture kot je v resnici.

## Notranja oprema
Različni evropski monarhi, na primer Ludvik XV. Francoski, so chinoiserie dajali posebno naklonjenost, saj se je lepo mešala z rokoko slogom. Celotne sobe, denimo tiste v Château de Chantilly, so bile poslikane s kompozicijami chinoiserie, umetniki, kot je Jean-Antoine Watteau in drugi, pa so v ta slog vnesli strokovno obrt. Srednjeevropske palače, kot sta grad Wörlitz ali grad Pillnitz, imajo sobe, okrašene s kitajskimi značilnostmi, medtem ko v palači Sanssouci pri Potsdamu stoji Zmajeva hiša (Das Drachenhaus) in Kitajska hiša (Das Chinesische Haus). Paviljoni užitka v 'kitajskem slogu' so se pojavili v formalnih parterjih poznobaročnih in rokokojskih nemških in ruskih palač ter v ploščicah v Aranjuezu blizu Madrida. Kitajske vasi so bile zgrajene v gorskem parku Wilhelshöhe blizu Kassla v Nemčiji; v Drottningholmu na Švedskem in v Carskem selu v Rusiji. Zlasti mize za čaj iz mahagonija Thomasa Chippendala in kitajske omare so bile okrašene z zasteklitvami in ograjami, c. 1753–70, toda trezne poklone opremljenosti zgodnjih Qing učenjakov so bile tudi naturalizirane, saj se je tang razvil v srednje-gruzijsko stransko mizo in v naslonjačih s hrbtišči, primernih za angleške gospode in kitajske učenjake. Vsaka prilagoditev kitajskih načel oblikovanja ne spada v osrednji chinoiserie. Mediji so vključevali imitacijo poslikave posode z lakom in poslikan kositer (tôle), zgodnje poslikana ozadja na rjuhah, po gravurah Jean-Baptiste Pillementa ter keramične figurice in namizne okraske.
V 17. in 18. stoletju so Evropejci začeli izdelovati pohištvo, ki je posnemalo pohištvo iz kitajskega laka. Pogosto so ga krasili ebenovina in slonovina ali kitajski motivi, kot so pagode. Thomas Chippendale je pomagal popularizirati proizvodnjo pohištva chinoiserie z izdajo svoje oblikovalske knjige The Gentleman and Cabinet-maker's Director: Being a large Collection of the Most Elegant and Useful Designs of Household Furniture, In the Most Fashionable Taste. Njegovi modeli so bili vodnik za zapleteno chinoiserie pohištvo in njegovo dekoracijo. Njegovi stoli in omare so bili pogosto okrašeni s prizori pisanih ptic, cvetov ali podob eksotičnih namišljenih krajev. Kompozicije te dekoracije so bile pogosto nesimetrične.
Povečana uporaba ozadij v evropskih domovih v 18. stoletju odraža tudi splošno fascinacijo z motivi chinoiserie. Z vzponom vile in vse večjim okusom po notranjosti, osvetljeni s soncem, je priljubljenost ozadij rasla. John Cornforth ugotavlja, da so prej »teksture tapiserij, žamet in damast absorbirale svetlobo«, zdaj pa je bil splošni interes dekoracija, ki odseva svetlobo. Povpraševanje po tapetah, ki so jih ustvarili kitajski umetniki, se je začelo najprej pri evropskih aristokratih med letoma 1740 in 1790. Razkošna ozadja, ki so jim bila na voljo, so bila edinstvena, ročno izdelana in draga. Poznejše ozadje z motivi chinoiserie je postalo dostopno srednjem razredu, ko se je lahko natisnilo in tako nastalo v različnih kategorijah in cenah.
Vzorci na ozadju chinoiserie so podobni pagodam, cvetličnim vzorcem in eksotičnim namišljenim prizorom, ki jih najdemo na pohištvu in porcelanu chinoiserie. Tako kot pohištvo chinoiserie in druge dekorativne oblike umetnosti so tudi chinoiserie ozadje običajno postavljali v spalnice, toalete in druge zasebne prostore hiše. Vzorec na ozadju naj bi dopolnjeval dekorativne predmete in pohištvo v sobi ter ustvaril komplementarno ozadje.

## Arhitektura in parki
Evropsko razumevanje kitajskega in vzhodnoazijskega oblikovanja vrtov je ponazorjeno z uporabo besede Sharawadgi, ki se razume kot lepota, brez reda, ki ima obliko estetsko prijetne nepravilnosti v krajinskem oblikovanju. Beseda je potovala skupaj z uvoženimi lakiranimi izdelki iz Japonske, kjer je bil shara'aji idiom pri ocenjevanju oblikovanja v dekorativni umetnosti. Sir William Temple (1628–1699), ki se sklicuje na takšno umetniško delo, v svoj esej Gardens of Epicurus, napisan leta 1685 in objavljen leta 1690, uvaja izraz sharawadgi. Pod Templovim vplivom so evropski vrtnarji in krajinski oblikovalci uporabili koncept sharawadgi, da so ustvarili vrtove, za katere se verjame, da odražajo asimetrijo in naturalizem vzhodnih vrtov.
Ti vrtovi pogosto vsebujejo različne dišeče rastline, cvetje in drevesa, okrasne skale, ribnike ali jezero z ribami in zvite poti. Pogosto jih obdaja zid. Arhitekturne značilnosti teh vrtov pogosto vključujejo pagode, svečane dvorane, ki se uporabljajo za praznovanja ali počitnice, paviljone s cvetjem in sezonske elemente.
Krajine, kot so londonski Kew Gardens, kažejo izrazit kitajski vpliv v arhitekturi. Monumentalna pagoda s 163 metri v središču vrta, ki jo je oblikoval in zgradil William Chambers, ima močne angleške arhitekturne elemente, kar je prineslo produkt kombiniranih kultur (Bald, 290). Njegova replika je bila zgrajena v münchenskem Englischer Garten, medtem ko Kitajski vrt Oranienbaum vključuje še eno pagodo in tudi kitajsko čajnico. Čeprav je vzpon resnejšega pristopa v neoklasicizmu od 1770-ih naprej po navadi nadomestil orientalsko navdihnjene modele, je na vrhuncu regetskega "grškega" pohištva princ Regent prišel s primerom paviljona v Brightonu in Chamberlainova manufaktura Worcester china posnemala Imari posodo.

## Čaj
Ena od stvari, ki je pripomogla k priljubljenosti chinoiserie, je bil modni napitek iz 18. stoletja. Ženska in domača kultura pitja čaja je zahtevala primerno chinoiserie mise en scène. Po besedah Beeversa je bilo »pitje čaja temeljni del vljudne družbe; veliko zanimanja za kitajske izvozne izdelke in chinoiserie je izhajalo iz želje po ustvarjanju ustreznih nastavitev za ritual pitja čaja«. Po letu 1750 je Anglija letno uvozila 10.000.000 funtov čaja, kar dokazuje, kako razširjena je bila ta praksa. Okus porcelana chinoiserie, tako izvoznih izdelkov kot evropskih imitacij in pitja čaja je bil bolj povezan z ženskami kot moškimi. Številne aristokratske in družbeno pomembne ženske so bile znane zbiralke porcelana chinoiserie, med njimi kraljica Marija, kraljica Anne, Henrietta Howard in vojvodinja Queensbury, vse družbeno pomembne ženske. To je pomembno, saj so bili njihovi domovi vzor dobrega okusa in družabnosti. En sam zgodovinski incident, v katerem je prišlo do »hude konkurence med Margaretto, 2. vojvodo Portlandom, in Elizabeth, grofico Ilchester, za japonsko modro-belo ploščo«, prikazuje, kako so bogate potrošnice potrdile svojo kupno moč in igrale vlogo pri ustvarjanju prevladujoče mode.

## Literarna kritika
Izraz se uporablja tudi v literarni kritiki za opis očiščenega  Chinese-esque sloga pisanja, kakršen je Ernest Bramah v svojih Kai Lung zgodbah, Barry Hughart v svojih romanih Master Li & Number Ten Ox in Stephen Marley v svojih Chia Black Dragon seriji.

## Moda
Izraz se uporablja tudi v modni industriji za opis »dizajna v tekstilu, modi in dekorativni umetnosti, ki izhajajo iz kitajskih slogov«.